# Hoogstraten VV
Maillots
Actualités
Dernière mise à jour : 6 août 2018.
Le Hoogstraten Voetvalvereniging est un club belge de football basé à Hoogstraten. Le club, porteur du matricule 2366, évolue en Division 2 Amateur lors de la saison 2018-2019. C'est sa 55e saison dans les divisions nationales belges. Il a disputé une saison en Division 2 en 2013-2014.

## Historique

### Prémices du football à Hoogstraten
Les premiers clubs de football dans la commune d'Hoogstraten sont créés durant la Première Guerre mondiale. Dès 1916, le Hoogstraetse Voetbalbond voit le jour, rapidement suivi du Onder Ons et du Vermaak na Arbeid. Tous ces clubs disparaissent rapidement après la fin du conflit. En juillet 1926, un nouveau club est fondé dans la localité, le Hoogstraeten Football Club, qui s'affilie à l'Union Belge et reçoit en décembre de la même année le matricule 978. En 1928, le Vermaak na Arbeid est refondé et reçoit le matricule 1168 lors de son affiliation à la fédération nationale. Ces deux clubs cessent cependant leurs activités en 1931. Au début de l'année 1936 enfin, le Hoogstraten Voetvalvereniging est fondé et obtient le matricule 2366 lorsqu'il rejoint l'URBSFA le 24 mars.

### Accession aux séries nationales
Le club débute au plus bas niveau de compétition, à l'époque la troisième provinciale. En 1938, il remporte sa série et accède à la deuxième régionale mais n'y reste qu'une saison. Il remonte grâce à un nouveau titre en 1943 et accède à la deuxième provinciale, le plus haut niveau avant les séries nationales, en 1948. Il redescend à nouveau après une saison. En 1952, il remporte sa série et accède à la nouvelle première provinciale, active à partir de la saison 1952-1953. Il y reste cinq saisons avant de redescendre en « P2 ». En 1963, il domine sa série et remonte parmi l'élite provinciale. Il remporte un second titre consécutif et accède en 1964 pour la première fois de son histoire à la Promotion, le quatrième et dernier niveau national.
Hoogstraten termine juste au-dessus de la zone de relégation pour sa première saison en Promotion. Par la suite, il s'installe dans le subtop et devient un des ténors de la division. Il loupe le titre dans sa série pour un point en 1971 et pour trois en 1973. La fusion entre le Racing White et le Daring menant à la création du RWDM ayant libéré une place supplémentaire au niveau supérieur, un tour final est organisé entre les deuxièmes de chaque série pour désigner un montant supplémentaire. Le club termine troisième de ce mini-tournoi et n'est donc pas promu. Il continue ensuite d'accumuler les places d'honneur, échouant encore une fois vice-champion en 1977. Par la suite, les résultats sont moins réguliers et l'équipe se retrouve mêlé à la lutte pour le maintien au tournant des années 1980. Finalement, après quatre saisons moyennes, le club décroche le titre de champion dans sa série en 1986 et s'ouvre pour la première fois les portes de la Division 3.

### Débuts en Division 3
La première saison du Hoogstraten VV en troisième division est plutôt difficile, le club terminant à l'avant-dernière place normalement synonyme de relégation. Mais le Sint-Niklaase SK, dernier en Division 2 et empêtré dans les problèmes financiers, est sanctionné d'une relégation administrative en Promotion, ce qui libère du coup une place en D3. Un match de barrages est organisé entre les quinzièmes des deux séries pour déterminer lequel pourra se maintenir à ce niveau. En l'emportant contre Diegem Sport, Hoogstraten assure son maintien. Il lutte à nouveau pour éviter la relégation les deux saisons suivantes. Durant le championnat 1989-1990, c'est à la lutte pour le titre qu'il se mêle. Il termine vice-champion, à seulement un point du K. FC Turnhout.
Après quatre saisons plus tranquilles, le club est à nouveau en course pour le titre dans sa série mais il termine encore une fois deuxième, à deux points du K. FC Tielen. Il se qualifie néanmoins pour le tour final pour l'accession à la Division 2 dont il est éliminé au premier tour par le Racing Jet Wavre. Le club rentre dans le rang les années suivantes, jusqu'à la saison 2001-2002, catastrophique pour le club qui termine bon dernier dans sa série et doit redescendre en Promotion seize ans après l'avoir quittée.

### Retour en Promotion
Le club ambitionne de remonter rapidement en Division 3 mais les résultats vont dans le sens inverse. En 2005-2006, il termine à la treizième place et doit disputer les barrages pour conserver sa place en Promotion. Il s'impose face à l'Eendracht Aalter et assure ainsi son maintien. La saison suivante, il remporte le classement d'une tranche et participe donc au tour final pour la montée en troisième division. Il franchit le premier tour mais est ensuite éliminé par le FC Bleid. En 2008, le club parvient enfin à décrocher le titre de champion et remonte au niveau supérieur après six saisons d'absence.

### Première montée en Division 2
Après deux saisons conclues à la huitième place, Hoogstraten joue les premiers rôles et vise désormais clairement la montée en deuxième division. Deuxième dans sa série en 2011, à douze points de l'Eendracht Alost, il participe au tour final mais en est éliminé dès le premier tour par le SK Sint-Niklaas. La saison suivante, il termine à nouveau vice-champion, cette fois derrière Dessel Sport mais il est une nouvelle fois éliminé dès le premier tour du tour final par le KSV Audenarde. La saison 2012-2013 est la bonne pour le club qui parvient à remporter le titre dans sa série et accède ainsi pour la première fois de son histoire à la Division 2.
La transition vers le niveau professionnel est difficile pour le club, qui ne quitte pas la zone dangereuse de toute la saison. En fin de championnat, il termine avant-dernier et doit normalement retourner directement en Division 3. Il bénéficie toutefois du refus de l'URBSFA d'accorder la licence pour le football rémunéré au RWDM Brussels FC, qui se retrouve dès lors relégué directement en troisième division, offrant à Hoogstraten la chance de disputer le tour final de D3 pour tenter d'assurer son maintien. Entrant en demi-finales, il y est battu d'emblée par le Patro Eisden Maasmechelen et doit donc redescendre d'un niveau. Il évolue depuis lors en troisième division.

## Résultats dans les divisions nationales
Statistiques mises à jour le 3 décembre 2024 (terme de la saison 2023-2024)

### Palmarès
- 1 fois champion de Belgique de Division 3 en 2013.
- 3 fois champion de Belgique de Promotion en 1986, en 2008 et en 2022.

### Bilan
| Niv | Divisions     | Jouées | Titres | TM Up | TM Down |
| --- | ------------- | ------ | ------ | ----- | ------- |
| I   | 1re nationale | 0      | 0      |       |         |
| II  | 2e nationale  | 1      | 0      |       | 1       |
| III | 3e nationale  | 25     | 1      | 3     |         |
| IV  | 4e nationale  | 34     | 3      | 2     | 1       |
| V   | 5e nationale  | 0      | 0      |       |         |
|     |               |        |        |       |         |
|     | TOTAUX        | 60     | 4      | 5     | 2       |

- TM Up : test-match pour départager des égalités, ou toutes formes de Barrages ou de Tour final pour une montée éventuelle.
- TM Down : test-match pour départager des égalités, ou toutes formes de Barrages ou de Tour final pour le maintien.

### Classements saison par saison
| Ordre | Saison  | Nom du club    | Niveau                         | Classement final | Remarques               |
| ----- | ------- | -------------- | ------------------------------ | ---------------- | ----------------------- |
| 1     | 1964-65 | Hoogstraten VV | Promotion série C              | 13e/16           |                         |
| 2     | 1965-66 | Hoogstraten VV | Promotion série C              | 3e/16            |                         |
| 3     | 1966-67 | Hoogstraten VV | Promotion série C              | 5e/16            |                         |
| 4     | 1967-68 | Hoogstraten VV | Promotion série B              | 7e/16            |                         |
| 5     | 1968-69 | Hoogstraten VV | Promotion série B              | 4e/16            |                         |
| 6     | 1969-70 | Hoogstraten VV | Promotion série B              | 11e/16           |                         |
| 7     | 1970-71 | Hoogstraten VV | Promotion série C              | 2e/16            | [ saisons 1 ]           |
| 8     | 1971-72 | Hoogstraten VV | Promotion série C              | 7e/16            |                         |
| 9     | 1972-73 | Hoogstraten VV | Promotion série C              | 2e/16            | [ saisons 2 ]           |
| 10    | 1973-74 | Hoogstraten VV | Promotion série D              | 7e/16            |                         |
| 11    | 1974-75 | Hoogstraten VV | Promotion série B              | 5e/16            |                         |
| 12    | 1975-76 | Hoogstraten VV | Promotion série C              | 4e/16            |                         |
| 13    | 1976-77 | Hoogstraten VV | Promotion série B              | 2e/16            |                         |
| 14    | 1977-78 | Hoogstraten VV | Promotion série B              | 4e/16            |                         |
| 15    | 1978-79 | Hoogstraten VV | Promotion série A              | 13e/16           |                         |
| 16    | 1979-80 | Hoogstraten VV | Promotion série C              | 12e/16           |                         |
| 17    | 1980-81 | Hoogstraten VV | Promotion série A              | 4e/16            |                         |
| 18    | 1981-82 | Hoogstraten VV | Promotion série C              | 7e/16            |                         |
| 19    | 1982-83 | Hoogstraten VV | Promotion série D              | 13e/16           |                         |
| 20    | 1983-84 | Hoogstraten VV | Promotion série B              | 8e/16            |                         |
| 21    | 1984-85 | Hoogstraten VV | Promotion série C              | 11e/16           |                         |
| 22    | 1985-86 | Hoogstraten VV | Promotion série A              | 1er/16           | Champion et promu!      |
| 23    | 1986-87 | Hoogstraten VV | Division 3 série B             | 15e/16           | Barrages!               |
| 24    | 1987-88 | Hoogstraten VV | Division 3 série B             | 13e/16           |                         |
| 25    | 1988-89 | Hoogstraten VV | Division 3 série B             | 12e/16           |                         |
| 26    | 1989-90 | Hoogstraten VV | Division 3 série B             | 2e/16            | [ saisons 4 ]           |
| 27    | 1990-91 | Hoogstraten VV | Division 3 série B             | 5e/16            |                         |
| 28    | 1991-92 | Hoogstraten VV | Division 3 série B             | 8e/16            |                         |
| 29    | 1992-93 | Hoogstraten VV | Division 3 série B             | 12e/16           |                         |
| 30    | 1993-94 | Hoogstraten VV | Division 3 série B             | 5e/16            |                         |
| 31    | 1994-95 | Hoogstraten VV | Division 3 série B             | 2e/16            | Tour final!             |
| 32    | 1995-96 | Hoogstraten VV | Division 3 série B             | 12e/16           |                         |
| 33    | 1996-97 | Hoogstraten VV | Division 3 série B             | 5e/16            |                         |
| 34    | 1997-98 | Hoogstraten VV | Division 3 série B             | 8e/16            |                         |
| 35    | 1998-99 | Hoogstraten VV | Division 3 série B             | 12e/16           |                         |
| 36    | 1999-00 | Hoogstraten VV | Division 3 série A             | 8e/16            |                         |
| 37    | 2000-01 | Hoogstraten VV | Division 3 série A             | 8e/16            |                         |
| 38    | 2001-02 | Hoogstraten VV | Division 3 série A             | 16e/16           | Relégué!                |
| 39    | 2002-03 | Hoogstraten VV | Promotion série C              | 3e/16            |                         |
| 40    | 2003-04 | Hoogstraten VV | Promotion série C              | 7e/16            |                         |
| 41    | 2004-05 | Hoogstraten VV | Promotion série B              | 8e/16            |                         |
| 42    | 2005-06 | Hoogstraten VV | Promotion série C              | 13e/16           | Barrages!               |
| 43    | 2006-07 | Hoogstraten VV | Promotion série C              | 8e/16            | Tour final!             |
| 44    | 2007-08 | Hoogstraten VV | Promotion série C              | 1er/16           | Champion et promu!      |
| 45    | 2008-09 | Hoogstraten VV | Division 3 série B             | 8e/16            |                         |
| 46    | 2009-10 | Hoogstraten VV | Division 3 série A             | 8e/19            |                         |
| 47    | 2010-11 | Hoogstraten VV | Division 3 série A             | 2e/18            | Tour final!             |
| 48    | 2011-12 | Hoogstraten VV | Division 3 série B             | 2e/18            | Tour final!             |
| 49    | 2012-13 | Hoogstraten VV | Division 3 série B             | 1er/18           | Champion et promu!      |
| 50    | 2013-14 | Hoogstraten VV | Division 2                     | 17e/18           | Relégué après barrages! |
| 51    | 2014-15 | Hoogstraten VV | Division 3 série B             | 8e/18            |                         |
| 52    | 2015-16 | Hoogstraten VV | Division 3 série B             | 12e/19           | Relégué!                |
| 53    | 2016-17 | Hoogstraten VV | Division 2 Amateur VFV série B | 11e/16           |                         |
| 54    | 2017-18 | Hoogstraten VV | Division 2 Amateur VFV série B | 12e/16           |                         |
| 55    | 2018-19 | Hoogstraten VV | Division 2 Amateur VFV série B | 11e/16           |                         |
| 56    | 2019-20 | Hoogstraten VV | Division 2 Amateur VFV série B | 14e/16           |                         |
| 57    | 2020-21 | Hoogstraten VV | Division 2 Amateur VFV série B | N/A              | Saison annulée !        |
| 58    | 2021-22 | Hoogstraten VV | Division 2 Amateur VFV série B | 1er/16           | Champion et Promu !     |
| 59    | 2022-23 | Hoogstraten VV | Nationale 1                    | 16e/20           |                         |
| 60    | 2023-24 | Hoogstraten VV | Nationale 1                    | 8e/18            |                         |
| 61    | 2024-25 | Hoogstraten VV | Nationale 1 VV                 | .../16           |                         |